# Vincent Philipo
Vincent Philipo Mayombya (Mwanza, 3 gennaio 1993) è un calciatore tanzaniano, difensore del Mbao e della Nazionale tanzaniana.

## Carriera

### Nazionale
Ha debuttato in Nazionale il 16 giugno 2019, nell'amichevole Tanzania-Zimbabwe (1-1).